# Vila Pouca de Aguiar
Vila Pouca de Aguiar é uma vila portuguesa localizada na sub-região do Alto Tâmega, pertencendo à região do Norte e ao distrito de Vila Real.
É sede do município homónimo que tem uma área total de 437,07 km2, 11.813 habitantes em 2021 e uma densidade populacional de 27 habitantes por km2, subdividido em 14 freguesias. O município é limitado a norte pelo municipío de Chaves, a leste por Valpaços e Murça, a sul por Alijó, Sabrosa e Vila Real, a oeste por Ribeira de Pena e a noroeste por Boticas.

## Freguesias
O município é subdividido em 14 freguesias:
- Alfarela de Jales
- Alvão
- Bornes de Aguiar
- Bragado
- Capeludos
- Pensalvos e Parada de Monteiros
- Sabroso de Aguiar
- Soutelo de Aguiar
- Telões
- Tresminas
- Valoura
- Vila Pouca de Aguiar
- Vreia de Bornes
- Vreia de Jales

## Evolução da população do município
★ Os Recenseamentos Gerais da população portuguesa tiveram lugar a partir de 1864, regendo-se pelas orientações do Congresso Internacional de Estatística de Bruxelas de 1853. Encontram-se disponíveis para consulta no site do Instituto Nacional de Estatística (INE). 

| 1864  | 1878  | 1890  | 1900  | 1911  | 1920  | 1930  | 1940  | 1950  | 1960  | 1970  | 1981  |
| 15802 | 15926 | 16104 | 16047 | 17496 | 17113 | 18108 | 20552 | 23412 | 25394 | 21420 | 20121 |

| 1991  | 2001  | 2011  | 2021  |
| 17081 | 14998 | 13187 | 11812 |

(Obs.: Número de habitantes "residentes", ou seja, que tinham a residência oficial neste município à data em que os censos  se realizaram.)	
| Número de habitantes por grupo etário | Número de habitantes por grupo etário | Número de habitantes por grupo etário | Número de habitantes por grupo etário | Número de habitantes por grupo etário | Número de habitantes por grupo etário | Número de habitantes por grupo etário | Número de habitantes por grupo etário | Número de habitantes por grupo etário | Número de habitantes por grupo etário | Número de habitantes por grupo etário | Número de habitantes por grupo etário | Número de habitantes por grupo etário | Número de habitantes por grupo etário |
| ------------------------------------- | ------------------------------------- | ------------------------------------- | ------------------------------------- | ------------------------------------- | ------------------------------------- | ------------------------------------- | ------------------------------------- | ------------------------------------- | ------------------------------------- | ------------------------------------- | ------------------------------------- | ------------------------------------- | ------------------------------------- |
|                                       | 1900                                  | 1911                                  | 1920                                  | 1930                                  | 1940                                  | 1950                                  | 1960                                  | 1970                                  | 1981                                  | 1991                                  | 2001                                  | 2011                                  | 2021                                  |
| 0-14 Anos                             | 5511                                  | 6125                                  | 5725                                  | 6273                                  | 7519                                  | 8487                                  | 9694                                  | 8485                                  | 6232                                  | 3946                                  | 2275                                  | 1535                                  | 1019                                  |
| 15-24 Anos                            | 2772                                  | 3119                                  | 3246                                  | 3248                                  | 3512                                  | 4204                                  | 4303                                  | 3515                                  | 4026                                  | 2766                                  | 2151                                  | 1347                                  | 1013                                  |
| 25-64 Anos                            | 6753                                  | 7106                                  | 7068                                  | 7397                                  | 7929                                  | 9183                                  | 9889                                  | 7795                                  | 7682                                  | 7800                                  | 7471                                  | 6844                                  | 5702                                  |
| = ou > 65 Anos                        | 902                                   | 1032                                  | 1010                                  | 1092                                  | 1244                                  | 1286                                  | 1508                                  | 1625                                  | 2181                                  | 2569                                  | 3101                                  | 3461                                  | 4078                                  |

(Obs: De 1900 a 1950 os dados referem-se à população "de facto", ou seja, que estava presente no município à data em que os censos se realizaram. Daí que se registem algumas diferenças relativamente à designada população residente)

### População
Com os Censos 2021, o município de Vila Pouca de Aguiar registou 11 813 habitantes, menos 1 374 habitantes comparado com os Censos de 2011, quando foram registados 13 187 habitantes. Todos as catorze freguesias registaram uma descida de habitantes, em média de –10,4%.
| Freguesia                       | Habitantes (2021) | Habitantes (2011) | Variação |
| ------------------------------- | ----------------- | ----------------- | -------- |
| Alfarela de Jales               | 357               | 401               | –11,0%   |
| Alvão                           | 774               | 875               | –11,5%   |
| Bornes de Aguiar                | 1 933             | 2 057             | –6,0%    |
| Bragado                         | 446               | 544               | –18,05   |
| Capeludos                       | 363               | 440               | –17,5%   |
| Pensalvos e Parada de Monteiros | 289               | 350               | –17,4%   |
| Sabroso de Aguiar               | 548               | 684               | –19,9%   |
| Soutelo de Aguiar               | 602               | 638               | –5,6%    |
| Telões                          | 1 328             | 1 485             | –10,6%   |
| Tresminas                       | 341               | 415               | –17,8%   |
| Valoura                         | 295               | 376               | –21,5%   |
| Vila Pouca de Aguiar            | 3 118             | 3 303             | –5,6%    |
| Vreia de Bornes                 | 567               | 652               | –13,0%   |
| Vreia de Jales                  | 852               | 967               | –11,9%   |
| Vila Pouca e Aguiar             | 11 813            | 13 187            | –10,4%   |

## História
Conhecidas nos primórdios da nacionalidade como as terras de Aguiar de Pena, nome tirado do velho castelo roqueiro com a mesma designação, ou seja da Pena, assente num penedo colossal que seria uma das referências da região, com o nome de Aguiar advinha-lhe do facto de ser um povoado de águias.
Delimitada a norte pela terra de Chaves e Montenegro, a leste e sul pela terra de Panóias e a ocidente pelas terras de Bastos. A ocupação humana deste território, remonta à época megalítica, muito anterior à ocupação romana, como testemunham as várias antas, mamoas, sepulturas e o espólio arqueológico encontrado em vários locais, principalmente na serra do Alvão.
Nos finais do século III a.C. começa a colonização romana do território actualmente português.
Posteriormente e até à fundação do reino de Portugal, este território foi sucessivamente ocupado por Suevos, Visigodos e Muçulmanos. Após a criação do Reino, é atribuído o primeiro foral à Terra de Aguiar de Pena pelo Rei D. Manuel, em 1515.
Em meados do século XIX as reformas administrativas efetuadas ao nível autárquico, deram a actual configuração ao município.

## Património histórico e cultural
- Estação de Caminho-de-Ferro da Linha do Corgo
- Capela da Aldeia de Cidadelha (altar de talha dourada)
- Pelourinho de Vila Pouca de Aguiar
- Recinto fortificado de Cidadelha, Muralha
- Ponte de Cidadelha ou Ponte de Cidadelha de Aguiar
- Museu Municipal de Vila Pouca de Aguiar

### Antas da Serra do Alvão
As Antas da Serra do Alvão (freguesia da Lixa do Alvão), estão classificadas como Monumento Nacional desde 1910, erguem-se numa planície junto ao Rio Torno, nas proximidades de Lixa do Alvão.
Escavada ainda no final do século XIX pelos sacerdotes e grandes estudiosos da região de Vila Pouca de Aguiar, José Rafael Rodrigues e José Brenha, esta necrópole megalítica seria originalmente constituída por um conjunto de dez monumentos, cinco dos quais foram destruídos, muito provavelmente na sequência dos trabalhos agrícolas desenvolvidos ao longo dos tempos nos terrenos particularmente férteis onde se encontram implantados, assim como das constantes violações às quais foi sujeita parte substancial dos exemplares arqueológicos desta região transmontana e, muito especialmente, os exemplares desta tipologia arqueológica.
Também conhecida por "Chã das Arcas", a primeira anta deste conjunto apresenta uma mamoa - tumulus - edificada com terra e pedra miúda, cujas dimensões a transformam num dos monumentos megalíticos mais impressionantes do concelho. Consegue ainda manter in situ três dos grandes esteios graníticos que comporiam originalmente a câmara sepulcral, bem como a correspondente pedra da cabeceira, à semelhança, aliás, da segunda anta (excetuando o último elemento pétreo), apartada daquela por cerca de vinte metros para Ocidente.
Quanto ao terceiro exemplar desta necrópole megalítica, parece ser apenas possível percecionar a mamoa primitiva, de cuja câmara sepulcral não se identificaram ainda quaisquer elementos estruturais, o mesmo sucedendo, ademais, com o quarto espécime, identificado pela cota mais elevada do terreno.
Finalmente, o quinto monumento deste conjunto funerário parece ser aquele que se encontra em melhores condições de conservação, apresentando, quer três dos blocos que formariam de início a câmara sepulcral, quer múltiplos vestígios do corredor que atingiria um comprimento de aproximadamente dois metros e uma largura de metro e meio.
Quanto aos artefactos recolhidos no local, dever-se-á relembrar que o conhecido espólio do Alvão, composto de várias dezenas de placas gravadas, fragmentos cerâmicos, machados executados em pedra, pontas de seta e contas de colar, entre outros elementos, procede, precisamente, deste arqueossítio, a revelar, no fundo, a sua relevância para um melhor entendimento deste período do Noroeste peninsular.

### Castelo de Aguiar
O Castelo de Aguiar, singular conjugação da natureza com o engenho humano, está localizado nos contrafortes da Serra do Alvão, junto da aldeia do Castelo, na freguesia de Telões está classificado como Monumento Nacional desde 26 de Fevereiro de 1982.
Na zona abundam gigantescos blocos graníticos. O Castelo, isolado e inexpugnável, como um ninho de águias, dominando o vale fértil de Aguiar e as serras vizinhas, está apoiado no mais elevado deles. Com o desenvolvimento das vilas e cidades, no fim da Idade Média, a estabilização de fronteiras e as múltiplas reformas administrativas e políticas, o Castelo de Aguiar, como muitas outras fortalezas isoladas, perdeu importância.  A passagem do tempo e a erosão foram-no degradando, até chegar ao estado ruinoso em que hoje se encontra  apesar mesmo da sua classificação.

### Pelourinho de Alfarela de Jales
O Pelourinho de Alfarela de Jales (freguesia de Alfarela de Jales, lugar de Alfarela de Jales), datado do século XVI este elemento está classificado como Imóvel de Interesse Público desde 1933.
O primeiro dos quatro degraus do pelourinho está bastante enterrado no pavimento. Todos são de forma quadrada com pouca altura e de aparelho ligeiro. A Plataforma com a altura de oitenta centímetros tem forma de plinto quadrado e possui na base, mais encorpamento. Na parte superior existe um bordo saliente, boleado. Neste elemento pousa o fuste cilíndrico monolítico com a altura de dois metros e vinte centímetros e o diâmetro de trinta centímetros. No topo pousa um ligeiro capitel saliente, liso, seguido de um rebordo mais encorpado e boleado. O remate é composto por um tabuleiro quadrangular que num dos lados tem um escudo das armas de Portugal encimado por uma coroa aberta.
Por peça terminal existe elemento cilíndrico com base de maior diâmetro e com o topo saliente e boleado onde pousa uma pirâmide circular.
No ano de 1953 o pelourinho foi deslocado para sul a fim de dar lugar a um fontanário.

### Estátua–Estela de Jales
Estátua – Estela (freguesia da Vreia de Jales, lugar de Barrela), escultura em granito, de forma antropomórfica, está em processo de classificação desde 1997. Tem 2.30 metros de altura, e encontra-se ainda no que se presume ser a sua implantação original. Situa-se ao lado da via romana que segue para o campo mineiro de Jales e Trêsminas. A cronologia destas estátuas-estelas é, genericamente, atribuída ao bronze final/idade do ferro, se bem que esta poderá talvez ser mais tardia, podendo mesmo ser de época romana.
A Mamoa do Alto do Catorino (freguesia da Lixa do Alvão), é um dos maiores monumentos megalíticos do concelho de Vila Pouca de Aguiar, e talvez aquele que se encontra em melhor estado de conservação, está classificado como Imóvel de Interesse Público desde 1990.

### Minas Romanas de Tresminas
Complexo Mineiro de Tresminas, neste importante centro mineiro classificado como Imóvel de Interesse Público em 1997, segundo um investigador espanhol, já eram explorados metais nos fins do Neolítico e sobretudo na idade do bronze e do ferro. Mas é sobretudo a romanização que marca profundamente a actividade mineira neste local.
A exploração que os romanos levaram a efeito em Covas, pela sua importância e duração, fez com que os vestígios deixados se revistam de grande importância, não só do ponto de vista do conhecimento da estadia romana por terras lusas, mas também da compreensão dos seus métodos de exploração e tratamento metalúrgico.
As minas romanas de extração a céu aberto, foram provavelmente já durante o reinado de Augusto (27 aC, 14 dC), que iniciaram a exploração sistemática deste complexo, tendo-se prolongado até à segunda metade do século II d.C. Sendo o domínio imperial e fiscal, o distrito mineiro estava sob a orientação estatal direta. Ainda não são conhecidos os limites exatos da povoação mineira de Covas. Depois de algumas prospeções efetuadas, pressupõe-se a existência de determinadas construções, nomeadamente, edifícios administrativos, casernas, balneários, complexos industriais, armazéns, silos, mercados, lojas, casas de habitação, templos e santuários.
A exploração mineira em Covas realizava-se essencialmente pelo desmonte a céu aberto, sendo disso resultado os desfiladeiros que são as cortas (ou lagos) de Covas e Ribeirinha. Numa terceira Corta existente, a dos Lagoínhos, não estudada, a exploração era subterrânea. Esta Corta resulta do aluimento de uma grande extensão daquela que seria a galeria principal de um complicado conjunto de galerias.
Em jeito de curiosidade um Engenheiro de Minas Inglês, calculou que 2000 trabalhadores operando diariamente levariam 200 anos a fazer estes desmontes, sendo necessário remover pelo menos 5.800.000 m³.
Na Corta ou Lago de Covas, foram reconhecidas várias galerias que terão sido utilizadas, uma para o escoamento de aterros e águas, outra como oficinas de tratamento minério. Nas imediações das grandes covas, terá existido uma grande povoação, e foram descobertos vestígios da eventual existência de um anfiteatro e uma necrópole.
Cerca de 300 m a sudeste da corta de Covas encontra-se uma estrutura do tipo muro de terra batida, em parte nivelada e deformada por trabalhos agrícolas. Não se trata certamente de um muro defensivo derrubado de uma fortificação mas, muito provavelmente , de restos da fundação para a cave de um pequeno anfiteatro.
Por volta de 1937, quando se efetuavam trabalhos de construção rodoviária, foram encontrados, em local não especificamente designado, três pedras sepulcrais e um número indefinido de sepulturas de cremação. Em 1986 foi possível localizar os pontos achados das mencionadas estelas bem como, de uma outra pedra sepulcral, desenterrada por um arado de um agricultor e apicultor natural e residente em Covas, a norte da zona mineira. Parece que a necrópole se estendia pelos dois lados da estrada sobre um talude que descai em direção a Oeste. A sua extensão é ainda desconhecida. Até à data não existem indícios para uma actividade mineira pré-romana em Covas, não podendo, no entanto excluir-se à partida tal possibilidade tendo em vista o castro, da idade do ferro, situado cerca de 4 km a sudoeste numa curva do Rio Tinhela.
As inscrições encontradas na zona de Covas formam a estrutura para a cronologia da exploração mineira romana. O povoamento do local, ou seja, a exploração mineira sistemática deverá ter tido início, o mais tardar, sob o governo de Tibério.
O estacionamento de militares em Covas, além de soldados da sétima legião está comprovada a estadia de secções da cohors I Gallica equitata civium romanorum, reflete sem dúvida, um ponto alto das atividades na primeira metade do século II. Aponta também para o status legal da mina como domínio imperial, ou seja, propriedade fiscal. É altamente provável que o distrito de Covas tivesse estado ligado ao de Jales formando uma unidade administrativa, territorium metallorum.

### Covas
A aldeia mais próxima das minas romanas de Jales, onde se acredita que se estabeleceram os descendentes dos mineiros. Acredita-se que foram exploradas por um vasto período de tempo, minérios de ouro e cobre, como evidenciam as galerias de acesso ao interior das minas. O património pode ser visitado em vários percursos pedestres, no mais puro ar da Serra da Padrela, em espectaculares vistas do planalto do nordeste transmontano. O acesso pode ser feito a partir da estrada que liga Vila Pouca de Aguiar a Valpaços na saída para a freguesia de Tresminas, onde se localiza uma antiga Igreja Românica.

### Cidadelha de Aguiar
Recinto fortificado de Cidadelha (freguesia da Vila Pouca de Aguiar, Cidadelha de Aguiar), classificado como Imóvel de Interesse Público em 1990, ergue-se no topo de um pequeno cabeço da Serra do Alvão, sobranceiro ao Rio Avelames, ao vale de Vila Pouca de Aguiar e à própria aldeia de Cidadelha.
Estudos de Caracterização do Território Municipal Estrutura e Dinâmicas Urbanas conquanto destituído das condições naturais de defesa essenciais a uma comunidade humana que aí se instalasse. Terá sido, na verdade, esta última condição a ditar a construção de
uma única linha de muralha bem aparelhada, a maior parte da qual bastante derrubada na actualidade, e que chegaria, nalguns troços, a atingir cerca de dois metros de altura.
A zona intermuralhas, de forma relativamente elíptica, apresenta múltiplos afloramentos graníticos de reduzidas dimensões, não tendo sido encontrados, até ao momento, quaisquer vestígios indicadores de uma provável existência de estruturas de carácter doméstico, como seria, certamente, de esperar num povoado fortificado da Idade do Ferro, como este.

### Igreja de Santa Eulália
A Igreja de Santa Eulália (freguesia de Pensalvos, lugar de Pensalvos) encontra-se em processo de classificação desde 2003.
Na obra Portugalie Monumenta Histórica, faz-se referência a este templo “De Sancta Eolália de Penzalvos, Gomecius Menendiz Abbas, Johanes Johanis, Martinus Nuniz, Petrus Gunzalvis, Fernandus Manendiz, Jurati Dixerunt quod rex non est patronus”. De estilo Românico, ostenta uma imponente sineira de granito e, na fachada sobressaem ainda as duas cruzes, um geométrico quadrifólio e uma escultura de Santa Eulália, que se pensa ser da autoria da Escola Flamenga.
No interior do templo, destacam-se a capela-mor, em estilo barroco, e o belíssimo arco cruzeiro, onde ao centro se evidencia a imagem de São Miguel Arcanjo a dominar o dragão, enquanto que do lado direito, sobressaem dois ricos retábulos. Do lado esquerdo do pórtico em arco de volta perfeita, vislumbra-se uma bela imagem “La Pietà”, escultura pungente da dor da mãe com o cadáver do filho sobre os joelhos. São vários os altares que embelezam a igreja, dando-se especial relevo ao das Almas e ao de Nossa Senhora do Rosário. Pensa-se que este último foi mandado erguer pelo Comendador Martins Aguiar, da Casa do Cabo, já que a encimar a porta principal pode ler-se o seguinte: “Levantou esta igreja a toda a roda a su cuidado Sargento-mor Miguel Borges Aguiar (?)”. Este retábulo mariano tem a ornar a imagem, pintados a óleo, os quinze mistérios do Rosário. O tecto, trabalho de fino recorte e valor precioso, são 55 caixotões com variadas pinturas a óleo, emolduradas com os mais diversos temas.
Painéis com motivos emblemáticos, Adão e Eva e o pecado original, motivos hagiológicos, as Santas Virgens e Mártires, os doutores da Igreja (Santo Agostinho segura na mão um coração em chamas). O tecto desta Igreja, com os seus caixotões pintados é de facto um precioso livro pictural com motivos Bíblicos, Cristológicos e Hagiológicos.

## Economia
Os produtos que movimentam milhões de euros na economia de Vila Pouca de Aguiar são a castanha, o cogumelo e o cabrito.

O concelho possui uma produção de castanha a rondar as mil toneladas, com cerca de 2 milhões de euros de rendimento. Existem cerca de 300 a 400 famílias do concelho que retiram rendimento da castanha. O concelho está inserido na área de Denominação de Origem Protegida (DOP) da Padrela.

Em Vila Pouca de Aguiar  os cogumelos são também sector em expansão. A apanha movimenta centenas de pessoas, algumas das quais apenas para consumo próprio, mas uma percentagem significativa também recolhe para comercialização, o que representa um rendimento complementar ao orçamento familiar.

Pelo concelho espalham-se ainda cerca de cinco mil cabeças de cabra bravia e serrana.

## Política

### Eleições autárquicas[8]
| Data | %       | V       | %     | V     | %       | V       | %            | V            | %              | V  | %              | V         | %              | V   | %       | V       | %  | V  | Participação |                |
| Data | PPD/PSD | PPD/PSD | PS    | PS    | CDS-PP  | CDS-PP  | FEPU/APU/CDU | FEPU/APU/CDU | AD             | AD | PCTP/MRPP      | PCTP/MRPP | PRD            | PRD | PSD-CDS | PSD-CDS | CH | CH | Participação |                |
| ---- | ------- | ------- | ----- | ----- | ------- | ------- | ------------ | ------------ | -------------- | -- | -------------- | --------- | -------------- | --- | ------- | ------- | -- | -- | ------------ | -------------- |
| Data | 1976    | 45,45   | 4     | 35,26 | 3       | 8,94    | -            | 3,50         | -              |    |                |           |                |     |         |         |    |    |              | 59,84 / 100,00 |
| 1979 | AD      | AD      | 29,49 | 2     | AD      | AD      | 4,03         | -            | 63,35          | 5  | 0,00           | -         | 71,03 / 100,00 |     |         |         |    |    |              |                |
| 1982 | AD      | AD      | 29,47 | 2     | AD      | AD      | 6,33         | -            | 59,00          | 5  |                |           | 59,90 / 100,00 |     |         |         |    |    |              |                |
| 1985 | 55,23   | 5       | 23,04 | 2     | 9,25    | -       | 5,23         | -            |                |    | 3,32           | -         | 54,91 / 100,00 |     |         |         |    |    |              |                |
| 1989 | 47,67   | 4       | 23,78 | 2     | 18,61   | 1       | 5,25         | -            |                |    | 56,39 / 100,00 |           |                |     |         |         |    |    |              |                |
| 1993 | 34,74   | 3       | 50,95 | 4     | 8,88    | -       | 1,14         | -            | 59,71 / 100,00 |    |                |           |                |     |         |         |    |    |              |                |
| 1997 | 41,45   | 3       | 45,51 | 4     | 5,94    | -       | 3,60         | -            | 60,92 / 100,00 |    |                |           |                |     |         |         |    |    |              |                |
| 2001 | CDS-PP  | CDS-PP  | 47,05 | 3     | PPD/PSD | PPD/PSD | 2,39         | -            | 47,25          | 4  | 63,46 / 100,00 |           |                |     |         |         |    |    |              |                |
| 2005 | CDS-PP  | CDS-PP  | 40,17 | 3     | PPD/PSD | PPD/PSD | 1,63         | -            | 54,84          | 4  | 62,66 / 100,00 |           |                |     |         |         |    |    |              |                |
| 2009 | 53,24   | 4       | 35,75 | 3     | 6,75    | -       | 1,48         | -            |                |    | 58,77 / 100,00 |           |                |     |         |         |    |    |              |                |
| 2013 | 46,38   | 4       | 45,26 | 3     | 1,06    | -       | 3,44         | -            | 55,46 / 100,00 |    |                |           |                |     |         |         |    |    |              |                |
| 2017 | 54,06   | 4       | 38,12 | 3     | 3,44    | -       | 0,81         | -            | 57,24 / 100,00 |    |                |           |                |     |         |         |    |    |              |                |
| 2021 | 64,95   | 5       | 26,43 | 2     | 1,27    | -       | 1,70         | -            | 1,82           | -  | 60,95 / 100,00 |           |                |     |         |         |    |    |              |                |

### Eleições legislativas
| Data | %     | %     | %     | %    | %     | %     | %        | %     | %    | %     | %    | %   | %       | % | %  | %  |  |
| Data | PSD   | PS    | CDS   | PCP  | UDP   | AD    | APU/ CDU | FRS   | PRD  | PSN   | BE   | PAN | PSD CDS | L | CH | IL |  |
| ---- | ----- | ----- | ----- | ---- | ----- | ----- | -------- | ----- | ---- | ----- | ---- | --- | ------- | - | -- | -- |  |
| Data | 1976  | 48,26 | 25,42 | 8,77 | 2,61  | 0,78  |          |       |      |       |      |     |         |   |    |    |  |
| 1979 | AD    | 28,41 | AD    | APU  | 1,01  | 56,04 | 4,53     |       |      |       |      |     |         |   |    |    |  |
| 1980 | AD    | FRS   | AD    | APU  | 0,61  | 59,59 | 4,73     | 23,61 |      |       |      |     |         |   |    |    |  |
| 1983 | 44,76 | 35,66 | 6,48  | APU  | 0,58  |       | 4,75     |       |      |       |      |     |         |   |    |    |  |
| 1985 | 42,51 | 23,11 | 10,71 | APU  | 0,94  | 6,06  | 8,92     |       |      |       |      |     |         |   |    |    |  |
| 1987 | 62,02 | 20,00 | 3,42  | CDU  | 0,56  | 4,34  | 1,90     |       |      |       |      |     |         |   |    |    |  |
| 1991 | 59,68 | 26,75 | 4,75  | CDU  |       | 2,24  | 0,58     | 1,25  |      |       |      |     |         |   |    |    |  |
| 1995 | 47,02 | 40,14 | 6,02  | CDU  | 0,41  | 1,78  |          | 0,56  |      |       |      |     |         |   |    |    |  |
| 1999 | 43,15 | 42,07 | 6,99  | CDU  |       | 3,00  | 0,40     | 0,74  |      |       |      |     |         |   |    |    |  |
| 2002 | 51,39 | 32,30 | 10,16 | CDU  | 2,33  |       | 0,50     |       |      |       |      |     |         |   |    |    |  |
| 2005 | 41,96 | 42,18 | 7,14  | CDU  | 2,81  | 1,66  |          |       |      |       |      |     |         |   |    |    |  |
| 2009 | 42,13 | 36,32 | 10,06 | CDU  | 3,27  | 3,83  |          |       |      |       |      |     |         |   |    |    |  |
| 2011 | 48,60 | 31,75 | 8,45  | CDU  | 3,74  | 1,69  | 0,41     |       |      |       |      |     |         |   |    |    |  |
| 2015 | CDS   | 33,19 | PSD   | CDU  | 2,94  | 3,34  | 0,39     | 53,69 | 0,20 |       |      |     |         |   |    |    |  |
| 2019 | 39,37 | 38,91 | 4,60  | CDU  | 2,21  | 4,07  | 1,55     |       | 0,32 | 0,73  | 0,31 |     |         |   |    |    |  |
| 2022 | 41,28 | 42,83 | 1,23  | CDU  | 1,46  | 1,62  | 0,75     | 0,38  | 6,01 | 1,43  |      |     |         |   |    |    |  |
| 2024 | AD    | 30,69 | AD    | CDU  | 41,87 | 1,56  | 1,82     | 0,83  | 0,90 | 14,17 | 1,77 |     |         |   |    |    |  |

## Personagens ilustres
- Conde de Vila Pouca de Aguiar